# Avocette d'Amérique
Recurvirostra americana
Espèce
Statut de conservation UICN

 LC  : Préoccupation mineure
L'Avocette d'Amérique (Recurvirostra americana) est une espèce d'oiseaux limicoles néarctiques de la famille des Recurvirostridae.

## Description
Elle mesure 40 à 50 cm. La tête et le cou sont rouille orangé, plus pâles en hiver. Les ailes sont noires et blanches, cette dernière couleur étant présente sur le reste du corps. Le bec noir est fortement retroussé et les pattes sont bleues.

## Habitat

Carte de répartition
Aire de nidification
Voie migratoire
Présent à l'année
Aire d'hivernage

L'Avocette d'Amérique se reproduit surtout en bordure des lacs alcalins à végétation éparse mais niche également autour des lacs salés et au voisinage des estuaires.